# هوراس روبرتسون
هوراس روبرتسون (بالإنجليزية: Horace Robertson)‏ هو عسكري أسترالي، ولد في 29 أكتوبر 1894 في وارنامبول في أستراليا، وتوفي في 28 أبريل 1960 في Heidelberg, Victoria ‏ في أستراليا.